# Marnerdeich
Marnerdeich er en by og kommune i det nordlige Tyskland, beliggende i Amt Marne-Nordsee i den sydvestlige del af Kreis Dithmarschen. Kreis Dithmarschen ligger i den sydvestlige del af delstaten Slesvig-Holsten.

## Geografi
Marnerdeich er en vejby, langs den øst-vestgående Landesstraße 142 og en nord-sydgående kommunevej.

### Nabokommuner
Nabokommuner er (med uret fra nordøst) kommunen Helse, byen Marne samt kommunerne Neufeld og Kronprinzenkoog (alle i Kreis Dithmarschen).